# Christopher Sogge
Christopher Donald Sogge (geb. 14. Juli 1960) ist ein US-amerikanischer Mathematiker.
Sogge studierte an der University of Chicago mit dem Bachelor-Abschluss 1982 und wurde 1985 bei Elias Stein an der Princeton University promoviert (Oscillatory integrals and spherical harmonics). 1985 bis 1987 war er Dickson Instructor an der University of Chicago und danach Assistant Professor. 1989 wurde er Associate Professor und 1993 Professor an der University of California, Los Angeles, und seit 1996 ist er Professor an der Johns Hopkins University, an der er 2009 J. J. Sylvester Professor wurde und 2002 bis 2005 der Mathematikfakultät vorstand.
2005 war er Simons Gastprofessor am MSRI, 2010 bis 2013 Gastprofessor an der Zheijang University, 2003 Ordway Gastwissenschaftler an der University of Minnesota und 1987 am IHES.
Sogge befasst sich mit Harmonischer Analysis und Partiellen Differentialgleichungen (wie Schrödingergleichungen, Wellengleichungen, Laplaceoperator auf Riemannschen Mannigfaltigkeiten).
Er ist seit 2005  Herausgeber des American Journal of Mathematics. Seit 2012 ist er Fellow der American Mathematical Society. 1988 erhielt er den Presidential Young Investigator Award und war Sloan Research Fellow. 2012/13 war er Simons Fellow und 2005 Guggenheim Fellow. 1994 war er eingeladener Sprecher auf dem Internationalen Mathematikerkongress in Zürich (Smoothing estimates for the wave equation with applications).
Zu seinen Doktoranden gehört Daniel Grieser.

## Schriften (Auswahl)
- Fourier integrals in classical analysis, Cambridge Tracts in Mathematics 105, Cambridge University Press, 1993
- Lectures on non-linear wave equations, International Press, 1995, 2. Auflage 2008
- Hangzhou lectures on eigenfunctions of the Laplacian, Annals of Math. Studies 188, Princeton University Press, 2014
- mit E. Stein: Averages of functions over hypersurfaces in {\displaystyle R^{n}}, Inventiones Mathematicae, Band 82, 1985, S. 543–556, Teil 2, Band 86, 1986, S. 233–242
- Oscillatory integrals and spherical harmonics, Duke Math. J., Band 53, 1986, S. 43–65
- mit Carlos Kenig, Alberto Ruiz: Uniform Sobolev inequalities and unique continuation for second order constant coefficient differential operators, Duke Math. J., Band 55, 1987, S. 329–347
- On the convergence of Riesz means on compact manifolds, Annals of Mathematics, Band 126, 1987, S. 439–447
- Concerning the Lp norm of spectral clusters for second-order elliptic operators on compact manifolds, J. Functional Analysis, Band 77, 1988, S. 123–138
- Propagation of singularities and maximal functions in the plane, Invent. Math., Band 104, 1991, S. 349–376
- mit J. L. Journé, Avy Soffer: Decay estimates of Schrödinger Operators, Communications on Pure and Applied mathematics, Band 44, 1991, S. 573–604
- mit A. Seeger, E. Stein: Regularity properties of Fourier Integral Operators, Ann. Math., Band 134, 1991, S. 231–251
- mit Hans Lindblad: On existence and scattering with minimal regularity for semilinear wave equations, J. Functional Analysis, Band 130, 1995, S. 357–426
- mit Vladimir Georgiev, Hans Lindblad: Weighted Strichartz estimates and global existence for semilinear wave equations, Am. J. Math., Band 119, 1997, S. 1291–1319
- mit M. Keel, H. Smith: On global existence of nonlinear wave equations outside of convex obstacles, Am. J. Math., Band 122, 2000, S. 805–842
- mit S. Zelditch: Riemannian manifolds with maximal eigenfunction growth, Duke Math. J., Band 114, 2002, S. 387–437